# Bedrijfsverzamelgebouw

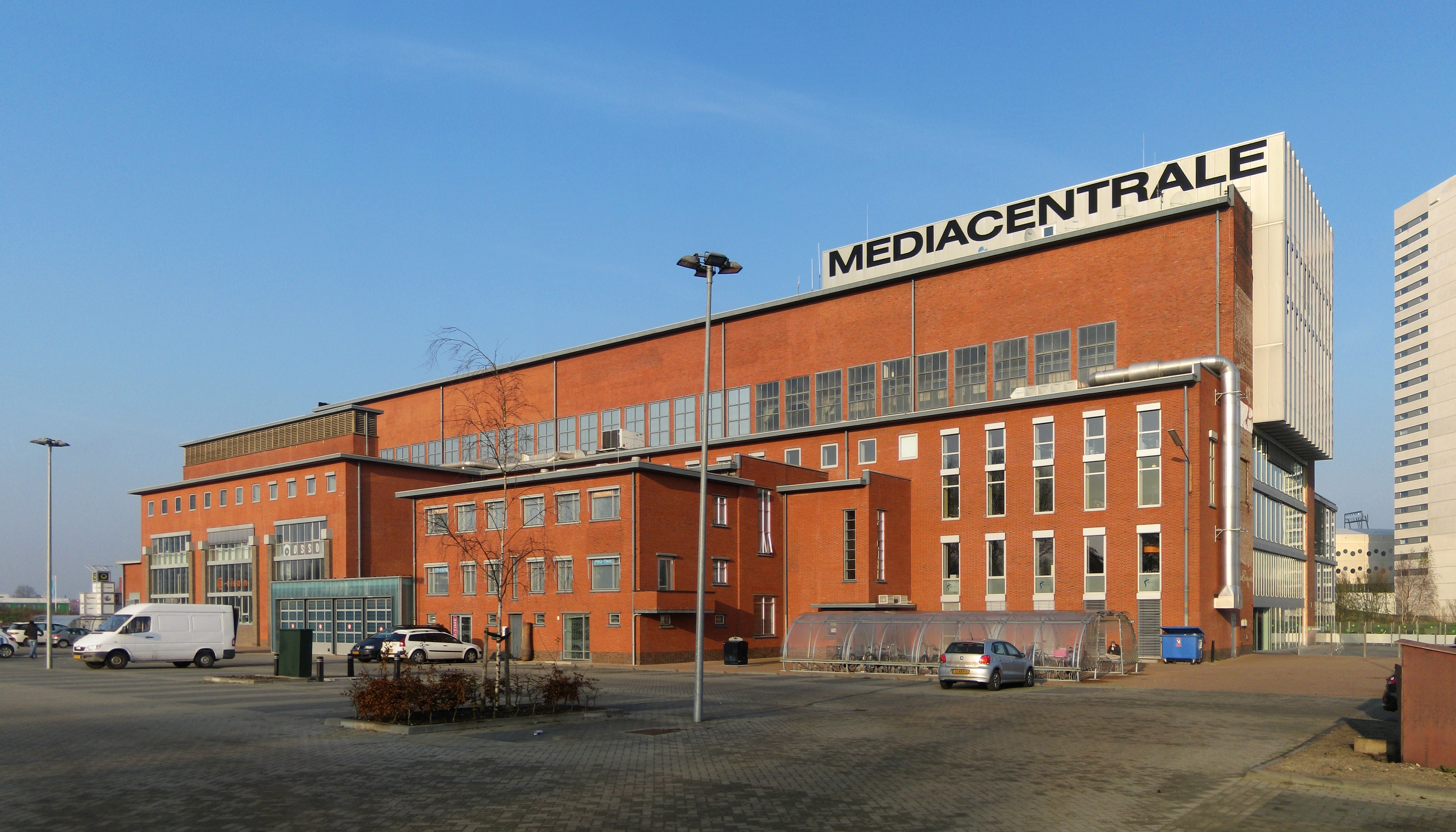
De in 1984 buiten gebruik gestelde turbinehal van de Helpmancentrale in de stad Groningen is sinds 2005 in gebruik als een bedrijfsverzamelgebouw onder de naam Mediacentrale

Een bedrijfsverzamelgebouw is een pand waarin meerdere bedrijven zijn gevestigd, vaak van uiteenlopende aard. Deze gebouwen bieden gedeelde faciliteiten zoals receptie, vergaderruimtes, sanitair en soms ook postverwerking of kantinevoorzieningen. Bedrijfsverzamelgebouwen zijn populair bij start-ups, zzp’ers en kleine ondernemingen vanwege de relatief lage huurkosten en flexibele huurcontracten. Daarnaast bevorderen ze onderlinge samenwerking en netwerkvorming. Ze komen voor in diverse vormen, van voormalige schoolgebouwen tot moderne kantoorcomplexen.
Een bedrijfsverzamelgebouw dat tevens hulp biedt in de vorm van ondersteunende diensten zoals bedrijfsadvies, coaching of administratieve aan meestal jonge bedrijven heet een bedrijvencentrum.